# Mosca, Čerëmuški
Mosca, Čerëmuški (in russo Москва, Черёмушки?; Moskva, Čerëmuški) è un'operetta in tre atti di Dmitrij Dmitrievič Šostakovič, Op. 105. Talvolta viene definita semplicemente Čerëmuški. Čerëmuški è un distretto di Mosca pieno di alloggi a basso costo sovvenzionati, costruito nel 1956 e la parola è comunemente usata anche per tali progetti abitativi in generale.

## Storia
Il libretto fu scritto dall'esperto team formato da Vladimir Mass e Mihail Červinskij, i principali umoristi sovietici dell'epoca. La trama satirica affrontava un tema d'attualità incentrato su una delle preoccupazioni più urgenti dei cittadini russi, la carenza cronica di abitazioni e la difficoltà di garantirsi condizioni vivibili. Čerëmuški si traduce come "alberi di ciliegio a grappoli" e l'operetta prende il nome da un vero complesso residenziale nel sud-ovest di Mosca.
Il lavoro fu completato nel 1958 e fu eseguito in anteprima nella capitale il 24 gennaio 1959. L'operetta ricorda la musica popolare di Šostakovič del periodo, ma allo stesso tempo coinvolge in una valutazione satirica delle ristrutturazioni degli alloggi a Mosca.

## Composizione
In una carriera musicale che dura mezzo secolo, Šostakovič si è occupato di una vasta gamma di generi e stili. Oltre alle quindici sinfonie e ai quindici quartetti per archi, anche le opere meno conosciute di Šostakovič offrono intrighi e interesse. Con la rivalutazione di Šostakovič negli ultimi tempi, questa categoria di musica più leggera inizia a godere di una popolarità senza precedenti nelle sale da concerto e nei cataloghi di dischi.
Čerëmuški appartiene a questa categoria di opere. Mentre il linguaggio leggero conferì all'operetta un certo successo iniziale, l'opera deboluccia venne presto dimenticata nel repertorio sovietico dell'operetta. Per molto tempo il lavoro rimase sconosciuto in Occidente e questo è parzialmente legato al declino della forma dell'operetta negli anni del dopoguerra e alla nascita di nuovi generi come il musical. Eppure forse la sua breve durata commerciale non era inaspettata, dato che l'operetta veniva considerata una composizione di intrattenimento leggero e insieme ad essa la sua accento sulle questioni sociali contemporanee ed i riferimenti alla cultura popolare.
L'operetta racconta la storia di un gruppo di amici e conoscenti a cui sono stati concessi nuovi appartamenti in questa zona di sviluppo residenziale. I diversi aspetti del problema abitativo sono rappresentati da ciascuno dei tanti personaggi.
- Sasha, dopo il suo recente matrimonio con Masha, scopre che la giovane coppia non può vivere insieme perché non hanno casa. Sasha condivide un appartamento in comune con una delle sue guide museali, Lidochka e suo padre, Semyon Semyonovich, mentre, dall'altra parte della città, Masha condivide una stanza in un ostello temporaneo.
- Boris è un esperto di esplosivi che ha cercato di stabilirsi a Mosca dopo aver lavorato in molte parti dell'Unione Sovietica. All'inizio dell'operetta Boris incontra una vecchia conoscenza, Sergei, che lavora come autista per un alto funzionario. Sergei incontra e si innamora di Liusia, una giovane affascinante operaia edile del sito di Čerëmuški.
- I sette personaggi "buoni" si confrontano in modo inaspettato con nemici con interessi contrastanti. Fyodor Drebednev è un odioso burocrate che è responsabile della costruzione della tenuta Čerëmuški e dell'assegnazione degli appartamenti. Drebednev è stato sposato tre volte, ma ora ha una nuova compagna, Vava, una giovane machiavellica che usa la sua relazione come mezzo per ottenere un nuovo appartamento. Barabashkin è il direttore immobiliare di rango inferiore, anch'esso corrotto come il suo superiore, Drebednev.

## Ruoli
| Ruolo                                                                                              | Tipo voce    | Cast della prima, 24 gennaio 1959 (Direttore: Grigori Stolyarov) |
| -------------------------------------------------------------------------------------------------- | ------------ | ---------------------------------------------------------------- |
| Alexander (chiamato Sasha), una guida al Museo di Storia e Ricostruzione di Mosca                  | baritono     |                                                                  |
| Masha, La moglie di Sasha                                                                          | mezzosoprano |                                                                  |
| Lidochka, una collega guida museale di Sasha                                                       | soprano      |                                                                  |
| Semyon Semyonovich, padre di Lidochka                                                              | basso        |                                                                  |
| Boris (detto Borya), un esperto di esplosivi                                                       | tenore       |                                                                  |
| Sergei, lavora come autista per un alto funzionario e una vecchia conoscenza di Boris              | tenore       |                                                                  |
| Liusia, una giovane e affascinante operaia edile del sito di Čerëmuški                             | soprano      |                                                                  |
| Fyodor Drebednev, un burocrate che lavora nel cantiere di Čerëmuški e che assegna gli appartamenti | tenore       |                                                                  |
| Vava, ha una relazione con Drebednev                                                               | soprano      |                                                                  |
| Barabashkin, un gestore immobiliare di rango inferiore                                             | baritono     |                                                                  |

## Trama
Periodoanni 1950
LuogoDistretto Čerëmuški a sudovest di Mosca

### Atto 1
La vecchia casa dove vivevano Sasha, Lidochka e suo padre sta cedendo. Di conseguenza Sasha e sua moglie Masha, nonché Lidochka e suo padre, hanno ottenuto appartamenti di nuova costruzione a Čerëmuški. Il gruppo viene guidato nella tenuta da Sergei, che conosce Čerëmuški da quando la sua fidanzata attuale Liusia ha lavorato lì e da Boris, che si è innamorato di Lidochka. Sfortunatamente, quando arrivano, il direttore immobiliare Barabashkin non è disposto a consegnare le chiavi, limitando l'accesso a molti appartamenti.

### Atto 2
Poiché Barabashkin non rinuncerà alle chiavi, Boris usa astutamente la gru di costruzione per sollevare Lidochka e suo padre nel loro nuovo appartamento attraverso la finestra. Mentre si stanno sistemando nella loro nuova casa, Drebednov e Barabashkin improvvisamente irrompono attraverso un buco nel muro dall'appartamento adiacente. I nuovi occupanti vengono espulsi, ma le intenzioni di Barabashkin vengono scoperte. Si è rifiutato di consegnare a Lidochka e suo padre le chiavi in modo che Drebednov, che ha assegnato l'appartamento adiacente alla sua ragazza, possa farle piacere prendendo illegalmente due appartamenti e unendoli per un alloggio più lussuoso. In questo modo il vecchio libertino cercava di assicurarsi la continua devozione di Vava. Dopo che è stata rivelata la corruzione di Drebednov, Sasha e Masha organizzano una festa di inaugurazione della casa nel loro appartamento, dove i personaggi buoni decidono di sconfiggere Drebednov e Barabashkin.
Nella scena di chiusura, Boris tenta di sfruttare una precedente relazione con Vava amoreggiando con lei quando sa che Drebednov li può vedere, minando così la loro relazione. Ma la sua trama subdola viene respinta dai suoi amici idealisti, che cercano una soluzione meno realistica. Liusia aiuta gli inquilini a creare un giardino magico, completo di una panchina, dove i burocrati non vengono ascoltati e solo la verità viene detta. Di conseguenza, Drebednov e Barabashkin confessano i loro crimini e vengono sconfitti. Vivono tutti felici e contenti.

## Interpretazioni
Per questa visione satirica ma spensierata della vita contemporanea nell'Unione Sovietica, Šostakovič ha concepito una delle sue composizioni più lunghe. Con una partitura epica che dura più di cento minuti senza dialoghi, Čerëmuški ricopre una sorprendente variazione di stili, dai pezzi del linguaggio romantico alle canzoni popolari più volgari. Lo stesso Šostakovič fu uno dei primi critici dell'opera e fu profondamente disilluso e imbarazzato per la sua crudezza. Pochi giorni prima della première dell'opera al Teatro dell'Operetta di Mosca, scrisse al suo conoscente Isaak Glikman:
Mi sto comportando molto bene e sto assistendo alle prove della mia operetta. Sto bruciando per la vergogna. Se hai qualche idea di venire alla prima serata, ti consiglio di ripensarci. Non vale la pena perdere tempo per riempire i tuoi occhi e le tue orecchie con la mia disgrazia. Noioso, privo di fantasia, stupido. Questo è tutto ciò che devo dirti.
Mosca, Čerëmuški è forse uno degli esempi più rivelatori del persistente fascino compositivo di Šostakovič con parodia, riferimenti e citazioni. Nella prima sequenza immaginativa, Šostakovič parodia lo stile coreografico del balletto classico, con un'imitazione di La bella addormentata di Čajkovskij. Qui la coppia di sposi, Sasha e Masha, fantasticano dell'appartamento dove un giorno vivranno. Una danza elegante viene iniziata dall'eroe e dall'eroina romantici, ma in breve tempo si uniscono a loro sul palcoscenico oggetti domestici sovietici che desiderano: mobili, un frigorifero moderno e un vaso. In un momento di leggera assurdità, anche questi oggetti iniziano a danzare.
Gli etnomusicologi sovietici hanno a lungo sostenuto che Čerëmuški è ricca di intonazioni del materiale popolare sovietico. Nella seconda scena di fantasia, "Il duetto tra Lidochka e Boris", Šostakovič fa la parodia dell'estetica nazionalista del Gruppo dei Cinque. Questa è la scena in cui l'infatuato Boris fa entrare clandestinamente Lidochka nel suo appartamento sulla gru. Con la sua finta melodia medievale, le quinte parallele nella linea di basso e l'uso di un assolo di corno, l'introduzione orchestrale richiama uno stile retrospettivo, che ricorda l'arioso di Yaroslavna dall'opera di Borodin Il principe Igor' o le prime battute del lento movimento "bardico" della 2ª Sinfonia di Borodin. Per il pubblico sovietico il tono degli stili popolari sarebbe stata immediatamente riconoscibile.

## Storia delle esecuzioni
Mosca, Čerëmuški fu presentata in anteprima il 24 gennaio 1959 al Teatro dell'Operâ Maâkovskij sotto la direzione di Grigori Stolyarov. Pimlico Opera ha messo in scena la prima europea al Lyric Theatre, Hammersmith, Londra, il 20 ottobre 1994, in una nuova traduzione commissionata da David Pountney ed un'orchestrazione ridotta di Gerard McBurney. Fu ripresa l'8 febbraio 2004 al Grand Théâtre de Genève, il 17 dicembre 2004 all'Opéra national de Lyon ed intraprese anche una tournée nel Regno Unito con l'Opera North e fu rappresentata al festival dell'opera di Brignez con Summer Strallen come Lidochka e Richard Leavey, Michelle Pentecoste e Lee Meadows, nell'aprile 2012 al Chicago Opera Theater.

## Adattamento come film
Nel 1963 Lenfilm pubblicò una versione cinematografica diretta da Gerbert Rappaport, con il titolo più breve Čerëmuški. Il film presentava musica aggiuntiva di Šostakovič.

## Adattamento inglese
Pimlico Opera ha registrato il lavoro con un libretto inglese nel 1995 su nastro e CD, distribuito con BBC Music Magazine Volume 3, Numero 8.
La versione di Pimlico è stata presentata in una messa in scena completa da "Young Friends of Opera" (in seguito diventata "Opera Factory") nel 1998 ad Auckland, in Nuova Zelanda. Regia Carmel Carroll, direttore musicale Claire Caldwell, coreografia Mary-Jane O'Reilly, scene John Eaglen. Cast di oltre 50 persone compresi, nei ruoli principali, Deidre Harris, Sarah Kent, Harriet Moir, Rebecca Samuel, Andrew Buchanan, John Humphries, Sebastian Hurrell, Wade Kernot e Chris Vovan.
L'ultimo adattamento inglese del libretto è stato scritto da Meg Miroshnik e prodotto al Chicago Opera Theater nell'aprile del 2012. Questa versione utilizzava una riduzione della partitura orchestrale originale per 14 musicisti commissionata da Pimlico Opera nel 1994 da Gerard McBurney.